# Tank (videojoc)
Tank és una màquina recreativa desenvolupada per Kee Games, una filial d'Atari, i llançat al novembre de 1974. Va ser l'únic títol original que no estava basat en una propietat Atari existent desenvolupada per Kee Games, que va ser fundada per vendre clons de jocs d'Atari als distribuïdors com a competidor fals abans de la fusió de les dues companyies. En el joc, dos jugadors condueixen tancs a través d'un laberint amb vista superior mentre intenten disparar-se entre si i evitar mines, representades per marques X, en un camp de mines central. Cada jugador controla el seu tanc amb un parell de palanques de control, en moure'ls cap endavant i cap enrere per conduir, invertir i dirigir, i en disparar projectils amb un botó per intentar destruir l'altre tanc. La destrucció d'un tanc amb una mina o projectil guanya un punt al jugador oposat, i els tancs tornen a aparèixer després d'haver estat destruïts. El guanyador és el jugador amb més punts quan s'esgota el temps, amb cada joc típicament un o dos minuts de durada.
Tank va ser dissenyat per Steve Bristow, que anteriorment havia treballat amb els fundadors d'Atari a Computer Space, el primer videojoc d'arcade, i va ser desenvolupat per Lyle Rains. Va ser creat com a part de la visió de Bristow d'allunyar la companyia de només produir còpies dels jocs d'Atari a desenvolupar també títols originals. La màquina del joc va ser dissenyada per Peter Takaichi. El setembre del 1974, Atari va anunciar una fusió amb Kee, que va entrar en vigor un mes després de l'alliberament del joc. El joc va tenir èxit comercial, se'n van vendre més de 10.000 unitats i va animar les futures finances d'Atari. Va conduir a una fabricació de cabina en taula del joc i quatre continuacions: Tank II (1974), Tank III (1975), Tank 8 (1976), i Ultra Tank (1978). Una versió com a consola dedicada de Tank II va ser anunciada el 1977 però es va cancel·lar més tard aquest mateix any; les palanques de control, però, es van convertir en els controladors estàndard per a l'Atari 2600 (1977). Les variacions del joc es van incloure en el joc d'Atari 2600 Combat, així com al títol Telstar Combat! pel Telstar de Coleco, ambdós de 1977.